# 斯诺克西安大奖赛
西安大獎賽是在中國西安舉行的職業司諾克積分排名賽，首屆賽事於2024年8月19日至25日舉行。

## 歷史
2024年2月世界司諾克巡迴賽宣布，自2024–2025賽季新增「西安大獎賽」為積分排名賽。比賽的總獎金為850,000英鎊，最高獎金為177,000英鎊。首屆賽事於2024年8月19日至25日舉行，資格賽則於7月25日至28日進行，場地位於西安市曲江新區的曲江競技中心。  

## 歷屆冠軍
| 年份 | 冠軍                  | 亞軍                | 比分 | 場地         | 賽季    |
| ---- | --------------------- | ------------------- | ---- | ------------ | ------- |
| 2024 | 奇倫·威爾森（英格兰） | 賈德·川普（英格兰） | 10–8 | 曲江競技中心 | 2024–25 |